# Kleinkainraths
Kleinkainraths (früher: Kainraths) war ein Dorf und ist seit dem 1. Jänner 1964 eine unbewohnte Katastralgemeinde der Stadtgemeinde Allentsteig in Niederösterreich mit einer Grundfläche von 157,4 Hektar. Um den Truppenübungsplatz Döllersheim anlegen zu können, wurden ab 1938 die Bewohner ausgesiedelt.

## Beschreibung und Geschichte
Kleinkainraths lag am Westabhang des Pallbergs in der Talmulde eines unbenannten Gerinnes. Der dreieckige Anger war an einer Seite den Feldern zu offen und lief an der Spitze ähnlich einem Straßendorf aus. Südlich des Ortes liegt die Quelle der Thaua, die über Großpoppen und Allentsteig zur Deutschen Thaya fließt.
Urkundlich erstmals erwähnt wird Kleinkainraths im Lehenbuch von Herzog Albrecht III. aus den Jahren 1380 bis 1395. 1399 erhielt Hans Pernsdorffer von Großpoppen Kleinkainraths als Lehen. Im Jahr 1656 wurden 7 von 18 Häusern als verödet bezeichnet, nachdem der Ort 1620 von den Böhmen niedergebrannt worden war.
Zwischen 1624 und 1652 wurden die Kirchenbücher für Kleinkainraths von der Pfarre Großhaselbach geführt. 1652 übernahm die Pfarre Döllersheim die Führung der Kirchenbücher für Geburten und ab 1654 auch jene für Trauungen und Sterbefälle. Ab dem 21. September 1783 wurden sie von der Pfarre Großpoppen geführt. Am 21. Dezember 1783 wurde Kleinkainraths von Döllersheim nach Großpoppen umgepfarrt.
Nach einem Brand Anfang Oktober 1849 in Kleinkainraths, von dem mehrere Häuser betroffen waren, leitete das Kreisamt Krems am 11. Dezember 1849 eine Sammlung zu Gunsten der Geschädigten ein.
1868 wurde für die Kapelle eine Glocke angeschafft.